# Steinermühle (Neunkirchen-Seelscheid)
Steinermühle ist ein Ortsteil der Gemeinde Neunkirchen-Seelscheid im Rhein-Sieg-Kreis.

## Lage
Steinermühle liegt im Wahnbachtal an der Grenze zu Much. Nachbarorte sind Stein im Nordwesten und Todtenmann im Nordosten.

## Geschichte
1830 wurde Steinermühle im Zusammenhang mit Stein erwähnt. 1845 hatte die Wassermühle acht katholische Einwohner, 1888 gab sieben Bewohner.
1901 hatte die Mühle sechs Einwohner, die Familie des Müllers Carl Stossberg. 1910 war Johann Schneider Müller.
Die inzwischen gewachsene Ansiedlung gehörte bis 1969 zur Gemeinde Seelscheid.